# The Modern Age
| Críticas profissionais | Críticas profissionais |
| Avaliações da crítica  | Avaliações da crítica  |
| Fonte                  | Avaliação              |
| ---------------------- | ---------------------- |
| Allmusic               | [ 1 ]                  |
| Robert Christgau       | A-                     |

The Modern Age é um EP com três músicas escritas por Julian Casablancas, vocalista da banda The Strokes. The Modern Age foi lançado no começo de 2001, na Inglaterra, pelo selo independente Rough Trade. 
Esta é a primeira gravação da banda em estúdio. Há pequenas diferenças nas letras e nas melodias, se comparadas às versões disponibilizadas ao público posteriormente.
Com o lançamento do EP, a banda se popularizou na mídia especializada (principalmente na Europa), e foram ditos como 'salvadores do rock', inciando uma das maiores guerras entre gravadoras por um artista em anos.

## Faixas
Todas as canções compostas por Julian Casablancas.
1. "The Modern Age" – 3:13
2. "Last Nite" – 3:19
3. "Barely Legal" – 4:37